# Nieuw Amsterdam
Nova Amesterdão (português europeu) ou Nova Amesterdã (português brasileiro) (em neerlandês: Nieuw Amsterdam) é a capital do Distrito de Commewijne, no Suriname. Trata-se de uma pequena cidade costeira situada na confluência dos rios Suriname e Commewijne, ambos vindos desde Paramaribo, a capital do país. 
No censo surinamês, realizado em 13 de agosto de 2012, registrou-se o total de 5650 habitantes em Nova Amsterdão. Cerca de mil e duzentas pessoas vivem na cidade principal, a maioria dos quais são de origem indiana e javanesa.
Nesta cidade localiza-se o Forte de Nova Amsterdão (em neerlandês: Fort Nieuw Amsterdam), sendo atualmente um museu ao ar livre e principal ponto turístico da região.